# Parque nacional de la laguna de Pomerania Occidental
El parque nacional de la Laguna de Pomerania Occidental (en alemán: Nationalpark Vorpommersche Boddenlandschaft? es el parque nacional más grande del estado de Mecklemburgo-Pomerania Occidental, al norte de Alemania y situado en la costa del mar Báltico. Se compone de varias penínsulas e islas en el Mar Báltico, pertenecientes al distrito de Pomerania Occidental-Rügen.
El parque nacional incluye:
- la península de Darß
- la costa occidental de la isla de Rügen
- la isla de Hiddensee
- la isla de Ummanz
- varios pequeños islotes entre los lugares por encima de